# Chris Jericho
Chris Jericho, geboren als Christopher Keith Irvine (Manhasset (New York), 9 november 1970), is een Canadees-Amerikaans professioneel worstelaar, muzikant, singer-songwriter, acteur en auteur. Jericho gaat door als een van de grootste professioneel worstelaars in de geschiedenis van World Wrestling Federation/Entertainment (WWF/E). Sinds begin 2019 staat Jericho onder contract bij All Elite Wrestling.
Jericho werd als worstelaar vanaf 1999 populair in de WWF/E, maar was tevens actief in de Extreme Championship Wrestling (ECW) en de World Championship Wrestling (WCW). Jericho won als worstelaar tot nu toe 30 kampioenschappen waarvan 24 titels in de WWF/WWE, 5 titels in de WCW en 1 titel in de ECW. Voorts was hij de eerste WWF Undisputed Champion, omdat Jericho in 2001 gelijktijdig het WWF Championship en het WCW Championship veroverde. Jericho is een 4-voudig WWF/E World Heavyweight Champion, maar het WWF/E Intercontinental Championship won hij 9 keer - een record. Jericho is de 9e Triple Crown Champion en de 4e Grand Slam Champion in de geschiedenis. 
Jericho is van Canadese oorsprong. Hij is ook frontman van Fozzy, een Amerikaanse heavymetalband. Jericho richtte de band op in 1999. Fozzy bracht zeven studioalbums uit. Omwille van zijn muzikale bezigheden heeft Jericho meermaals zijn professioneel worstelcarrière opgeschort, zoals recentelijk in 2019.

## Professioneel worstelcarrière (1990-)

### Beginjaren (1990–1996)
Jericho startte zijn carrière met de ringnaam "Irvine", zijn geboortenaam. Hij ging op 19-jarige leeftijd naar de "Hart Brothers School of Wrestling" waar hij Lance Storm ontmoette. Twee maanden later maakte hij op 2 oktober 1990 zijn debuut, een gelijkspel (jargon: no contest) tegen Storm. Hij werd getraind door Stu Hart, vader van Bret en Owen Hart. Daarnaast begeleidde ook Harts zoon Keith hem. Vervolgens werkten Irvine en Storm samen als een tag team dat "Sudden Impact" heette. Irvine veranderde zijn ringnaam in "Jericho", een verwijzing naar het muziekalbum Walls Of Jericho van Helloween.
In de winter van 1992 reisde Jericho naar Mexico waar hij voor verscheidene kleinere worstelorganisaties worstelde, totdat hij zich aansloot bij de "Consejo Mundial de Lucha Libre" (CMLL), het grootste worstelbedrijf in Mexico. In december 1993 won hij het "NWA Middleweight Championship". Jericho bleef net geen jaar titelhouder. In 1994 worstelde Jericho voor de "Smoky Mountain Wrestling", de worstelfederatie van Jim Cornette. Jericho werd er herenigd met voormalige partner Storm. Jericho en Storm werden daarna lid van de "Thrillseekers".

### Extreme Championship Wrestling (1996)

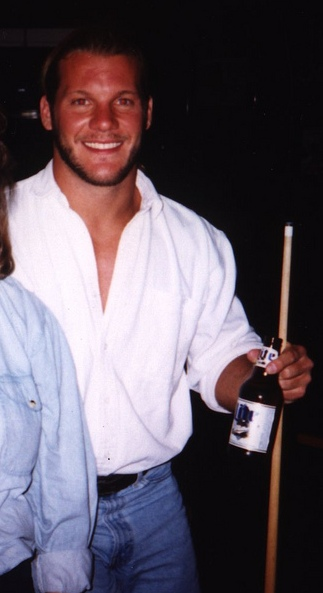
Chris Jericho in 1998

Op advies van Chris Benoit werd Jericho in 1996 benaderd door Paul Heyman, eigenaar van Extreme Championship Wrestling (ECW). In die periode won Jericho één keer het ECW World Television Championship en worstelde tegen bekende ECW-worstelaars zoals Tazz, Sabu, Rob Van Dam, "Cactus Jack" Mick Foley en Shane Douglas. 
Tussendoor verscheen Jericho regelmatig in de World Championship Wrestling (WCW), waar hij datzelfde jaar zijn carrière zou voortzetten.

### World Championship Wrestling (1996-1999)
Op 26 augustus 1996 maakte Jericho zijn opwachting in World Championship Wrestling en worstelde op 15 september 1996 - in zijn eerste pay-per-view - tegen Chris Benoit bij het evenement Fall Brawl. In januari 1997 maakte Jericho, onder de ringnaam "Super Liger", zijn debuut in New Japan Pro Wrestling (NJPW), dat een werkovereenkomst had met de WCW (lees: interactie- of uitwisselingsproject). Jericho had daar een rol als de gemaskerde aartsvijand van Jushin Thunder Liger. Later keerde hij terug naar de WCW, waar hij op 28 juni 1997 titelverdediger Syxx versloeg voor het Cruiserweight Championship. Op 12 augustus 1997 won Jericho voor de tweede keer het WCW Cruiserweight Championship met een overwinning tegen Alex Wright.
Op 10 augustus 1998 veroverde Jericho het World Television Championship. Jericho versloeg Stevie Ray, die inviel voor titelhouder Booker T. Op 30 november 1998 verloor Jericho het WCW World Television Championship aan Konnan. In het voorjaar van 1999 begon Jericho een verhaallijn naast Perry Saturn, wat leidde tot enkele bizarre wedstrijden waar een consequentie was verbonden aan een nederlaag, zoals bij het evenement Souled Out, waar hij Saturn versloeg in een "loser must wear a dress" ("verliezer moet een jurk dragen"). Jericho en Saturn in een "dress"-wedstrijd bij het evenement SuperBrawl IX, waar hij Saturn over de knie legde. Saturn kon Jericho uiteindelijk verslaan in een "Dog Collar"-wedstrijd ("hondshalsband") bij het evenement Uncensored.

### World Wrestling Federation/Entertainment (WWF/E) (1999-2005; 2007-2010; 2012-2017)

#### WWF Intercontinental Championship (1999-2001)
Op 30 juni 1999 tekende Jericho een contract bij de World Wrestling Federation (WWF), waar hij meteen een belangrijke schakel werd gedurende het expliciete Attitude Era van de federatie. Tijdens de eerste aflevering van SmackDown! op 26 augustus 1999, maakte Jericho zijn debuut tegen Road Dogg en versloeg Road Dogg bij het evenement Rebellion. Jericho veroverde zijn eerste WWF Intercontinental Championship bij het evenement Armageddon door Chyna te verslaan. Jericho moest wel de titel delen met Chyna omdat twee scheidsrechters Jericho en Chyna afriepen als kampioenen. 
Jericho klopte Chyna bij het evenement Royal Rumble en kroonde zich tot de werkelijke WWF Intercontinental Champion. Al snel kwam Jericho in het vaarwater van Kurt Angle, maar hij werd verslagen bij het evenement No Way Out. Jericho versloeg Chris Benoit en Kurt Angle voor het WWE European Championship bij WrestleMania 2000. Een dag later moest Jericho de titel doorgeven aan Eddie Guerrero nadat Chyna zich tegen Jericho keerde en de kant koos van Guerrero. Op 4 mei 2000 won Jericho zijn derde WWF Intercontinental Championship met een overwinning tegen Benoit, maar vier dagen later moest hij de titel opnieuw afstaan aan Benoit. 
Tussendoor had Jericho een verhaallijn naast Triple H en dat resulteerde bij het evenement Fully Loaded in een "Last Man Standing"-wedstrijd (NB: eerste worstelaar die niet binnen 10 seconden opstaat, verliest). Jericho werd verslagen door Triple H, die de hulp kreeg van zijn (fictieve, later feitelijke) echtgenote Stephanie McMahon. Jericho versierde McMahon, trouwde met haar en scheidde uiteindelijk van haar in hetzelfde jaar. Jericho versloeg Benoit in een ladder match bij het evenement Royal Rumble en veroverde voor de 4e keer het WWF Intercontinental Championship. Vier dagen na het evenement WrestleMania X-Seven, in april 2001 - waar hij de titel met succes verdedigde tegen William Regal -, werd Jericho verslagen door Triple H. Een maand later veroverden Jericho en Benoit het WWF Tag Team Championship van The Two-Man Power Trip (Triple H & Stone Cold Steve Austin). Triple H raakte in die wedstrijd zwaar geblesseerd aan de knie en miste daardoor het grootste deel van het jaar.

#### "The Invasion" & WWF Undisputed Championship (2001-2002)

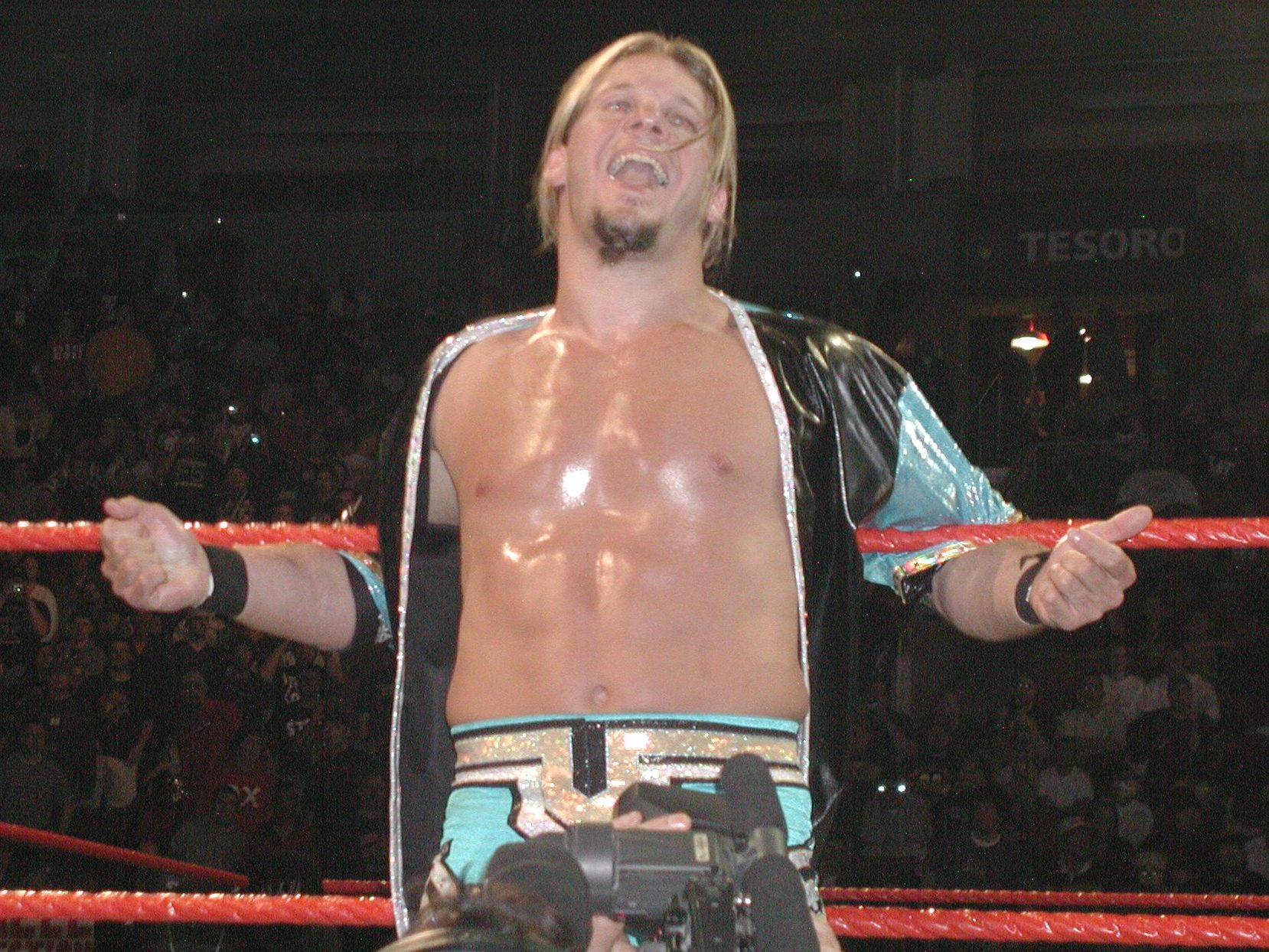
Chris Jericho in 2002

Vanaf het najaar van 2001 was Jericho een hoofdrolspeler in de befaamde verhaallijn "The Invasion", waarin WCW- en ECW-worstelaars de krachten bundelden om WWF over te nemen. Jericho koos - ondanks een verleden in beide promoties - de kant van de WWF. Jericho versloeg Dwayne "The Rock" Johnson bij het evenement No Mercy en veroverde het WCW World Heavyweight Championship. Jericho en The Rock veegden de spons over het verleden en wonnen samen het WWF Tag Team Championship door The Dudley Boyz te verslaan. Later verloren ze hun titels aan Test en Booker T. Tijdens een aflevering van RAW is WAR op 5 november 2001 werd Jericho verslagen om het WCW World Heavyweight Championship. 
Jericho versloeg The Rock alweer voor het WCW World Heavyweight Championship bij het evenement Vengeance en versloeg later op de avond Stone Cold Steve Austin voor het WWF Championship. Jericho werd zo de eerste WWF Undisputed Champion in de geschiedenis. Jericho verdedigde in januari en februari 2002 met succes het kampioenschap bij de evenementen Royal Rumble en No Way Out tegen The Rock en "Stone Cold" Steve Austin, respectievelijk. Jericho moest de titel afstaan aan Triple H bij WrestleMania X8. 
Tijdens een aflevering van Monday Night Raw op 16 september 2002 versloeg hij Rob Van Dam en legde voor de 5e keer beslag op het WWF Intercontinental Championship. Op 14 oktober 2002 veroverden Jericho en Christian Cage het WWF Tag Team Championship, dat werd omgedoopt tot WWE World Tag Team Championship. Jericho nam op 17 november 2002 deel aan de allereerste Elimination Chamber match bij het evenement Survivor Series, maar verloor. Jericho en Christian moesten vervolgens het WWF World Tag Team Championship verdedigen tegen de teams "The Dudley Boyz", Booker T & Goldust en William Regal & Lance Storm bij het evenement Armageddon. Booker T en Goldust namen de titelriemen over van Jericho en Cage. 

#### Shawn Michaels, Goldberg en John Cena (2003-2005)

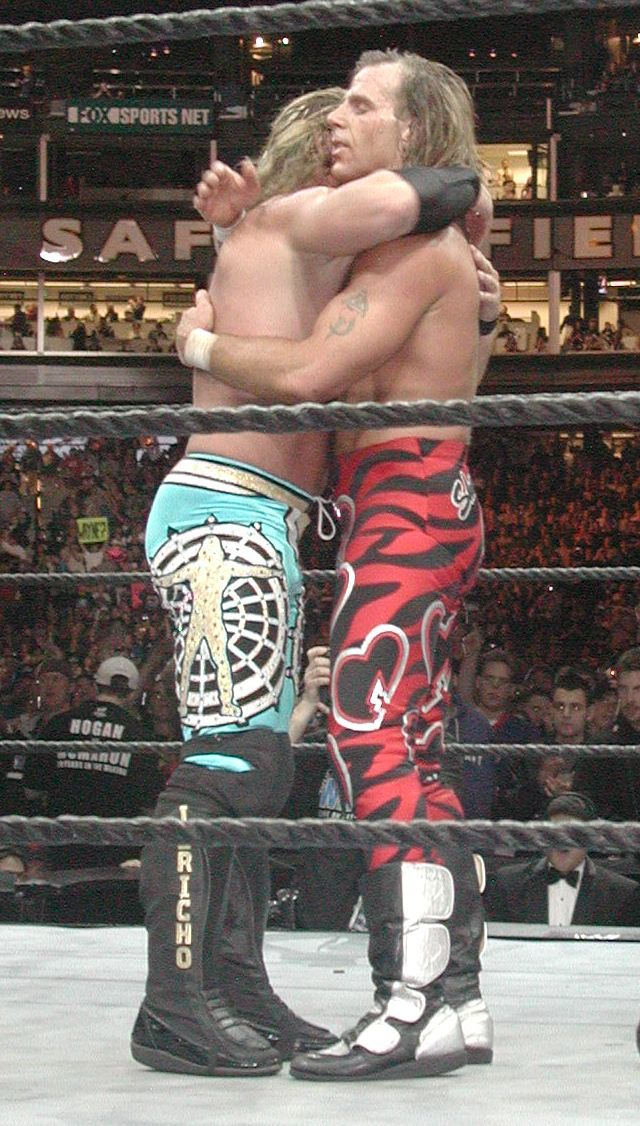
Chris Jericho en Shawn Michaels bij WrestleMania XIX in maart 2003

In het voorjaar van 2003 begon Jericho een vete met Shawn Michaels, een verhaallijn die van start ging vlak voor het evenement Royal Rumble en zijn hoogtepunt bereikte bij het evenement WrestleMania XIX. Jericho verloor van Michaels in een wedstrijd die kon rekenen op lovende kritiek. Enkele weken later daagde hij met bravoure Goldberg uit, die in het verleden meermaals weigerde tegen Jericho te worstelen bij WCW. Bovendien was Goldberg op dat moment ongeslagen. 
Jericho waagde zijn kans om Goldberg te verslaan bij het evenement Bad Blood, maar faalde. Tijdens een aflevering van Monday Night Raw op 27 oktober 2003 won Jericho voor de 6e keer het Intercontinental Championship met een overwinning tegen Rob Van Dam, maar later op de avond verloor hij de titel opnieuw aan Van Dam. Jericho verloor net als het voorgaande jaar een Elimination Chamber match bij het evenement SummerSlam. 
Jericho vormde in november 2004 een team met Randy Orton, Chris Benoit en Maven bij het evenement Survivor Series om het op te nemen tegen Triple H, Batista, Edge en Snitsky. Het winnende team mocht wekenlang de rol spelen als "General Manager" van de show Raw. De wedstrijd werd gewonnen door "Team Jericho". In januari 2005 verloor Jericho voor de derde keer op rij een Elimination Chamber match, met name bij het evenement New Year's Revolution. 
In de zomer van 2005 kreeg Jericho het aan de stok met John Cena, die op dat moment het WWE Championship bezat. Jericho slaagde er niet in het kampioenschap te veroveren van Cena bij het evenement Vengeance. Christian Cage was de andere uitdager. Vervolgens daagde hij Cena steeds uit, onder meer bij het evenement SummerSlam in augustus 2005. Jericho verloor opnieuw van Cena. Een dag later kreeg Jericho een herkansing tegen Cena, deze keer in een 'You're Fired'-wedstrijd. Jericho verloor en werd door "General Manager" Eric Bischoff ontslagen. Jericho keerde zich tegen Bischoff en werd (kayfabe) door veiligheidsdiensten ingerekend. Op 25 augustus 2005 kondigde WWE aan dat Jericho's contract na onderling overleg werd ontbonden.

#### Recordhouder WWE Intercontinental Championship (2007-2008)
Op 19 november 2007 maakte Jericho zijn rentree in de WWE en daagde titelhouder Randy Orton uit voor een wedstrijd om het WWE Championship. Tijdens een aflevering van Monday Night Raw op 26 november 2007 versloeg hij Santino Marella met zijn nieuwe afwerkingsbeweging Codebreaker. Jericho nam het op tegen Orton bij het evenement Armageddon. Wegens inmenging van John "Bradshaw" Layfield eindigde de kamp in een diskwalificatie, een regel die stelt dat een titel niet van houder kan veranderen. Jericho was woedend op Layfield. Het kwam tot een onderlinge confrontatie bij het evenement Royal Rumble in januari 2008. Jericho werd gediskwalificeerd nadat hij Layfield aanviel met een klapstoel.
Tijdens een aflevering Raw op 10 maart 2008 klopte hij Jeff Hardy en veroverde voor de 8e keer het WWE Intercontinental Championship, een record. In juni 2008 presenteerde Jericho een talkshow, de Highlight Reel. Op een bepaald moment was Shawn Michaels te gast, waarna die laatste werd aangevallen door Jericho. Het leverde Jericho en Michaels een onderscheiding op, uitgereikt door de magazines Pro Wrestling Illustrated en Wrestling Observer Newsletter, in de categorie "Feud of The Year". Hij verloor zijn titel aan Kofi Kingston bij het evenement Night of Champions. Jericho en Michaels ontmoetten elkaar bij het evenement The Great American Bash, waar hij Michaels versloeg. Vervolgens wilde hij Michaels te lijf gaan, maar raakte per ongeluk Michaels' vrouw Rebecca Curci. Als gevolg hiervan troffen ze elkaar bij het evenement Unforgiven, waar Jericho aan het kortste eind trok. 

#### World Heavyweight Championship (2008-2010)

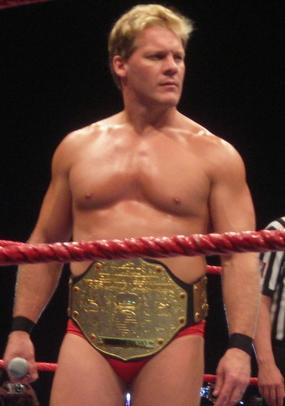
Chris Jericho als World Heavyweight Champion

Naast een nederlaag tegen Shawn Michaels veroverde Jericho voor het eerst in zijn carrière het World Heavyweight Championship bij het evenement Unforgiven, nadat een geblesseerde CM Punk het kampioenschap beschikbaar stelde. Michaels daagde hem uit voor het World Heavyweight Championship bij het evenement No Mercy, waar Jericho zegevierde in een legendarische ladder match. Hij moest zijn titel afstaan aan Dave Batista bij het evenement Cyber Sunday. Acht dagen later won Jericho een Steel Cage match van Batista en heroverde het World Heavyweight Championship, waarna hij de titel verloor aan John Cena bij het evenement Survivor Series.
In het voorjaar van 2009 verloor Jericho een Elimination Chamber match voor het World Heavyweight Championship bij het evenement No Way Out en werd hij (kayfabe) door Stephanie McMahon ontslagen totdat hij publiekelijk excuses aanbood. Jericho had zich (fictief) beledigend uitgelaten over enkele worsteliconen. Jericho kreeg het aan de stok met The Wrestler-hoofdrolspeler Mickey Rourke en vier andere WWE Hall of Famers; Ric Flair, Roddy Piper, Jimmy Snuka en Ricky Steamboat. Jericho elimineerde Snuka, Steamboat en Piper in een "Elimination"-wedstrijd bij WrestleMania XXV. 
Jericho werd verslagen door Rey Mysterio voor het WWE Intercontinental Championship bij het evenement Judgment Day, maar Jericho greep een herkansing tegen Mysterio bij het evenement Extreme Rules. Hierdoor was Jericho een 9-voudig WWE Intercontinental Champion en verbeterde zijn eigen record. Jericho moest zijn titel terug afstaan aan Mysterio bij het evenement The Bash. Later op dat avond wonnen Jericho en Edge het Unified WWE Tag Team Championship. Edge raakte echter geblesseerd en Jericho verving hem door Big Show, een samenwerking beter bekend als Jeri-Show. Jericho en Big Show verloren hun titelriemen aan D-Generation X (Triple H & Shawn Michaels) bij het evenement Tables, Ladders and Chairs in december 2009. 
In februari 2010 veroverde Jericho zijn 3e World Heavyweight Championship toen hij een Elimination Chamber match won bij het inaugureel gelijknamig evenement. Hij elimineerde The Undertaker als laatste, maar werd geholpen door Shawn Michaels - die laatste ambieerde een wedstrijd tegen The Undertaker bij WrestleMania XXVI. Een dag later kondigde Edge, dat jaar winnaar van Royal Rumble, aan dat hij Jericho zou uitdagen bij WrestleMania XXVI. Jericho kon uiteindelijk de titel behouden. Tijdens een aflevering van Friday Night SmackDown! op 2 april 2010 diende Jack Swagger zijn Money in the Bank-koffer in. Met dank aan Edge verloor Jericho de titel aan Swagger. 
Tijdens een aflevering van Monday Night Raw op 19 juli 2010 worstelde Jericho samen met zijn rivaal Edge, John Morrison, R-Truth, The Great Khali en Bret Hart in een team dat werd geleid door John Cena tegen The Nexus bij het evenement SummerSlam. Het team van Jericho en Cena versloeg "The Nexus". Tijdens een aflevering van Raw op 27 september 2010 nam Jericho het op tegen Randy Orton, een wedstrijd die onbeslist eindigde met dank aan Sheamus. Jericho verdween daarna twee jaar lang van het scherm. 

#### Terugkeer en verschillende verhaallijnen (2012-2017)

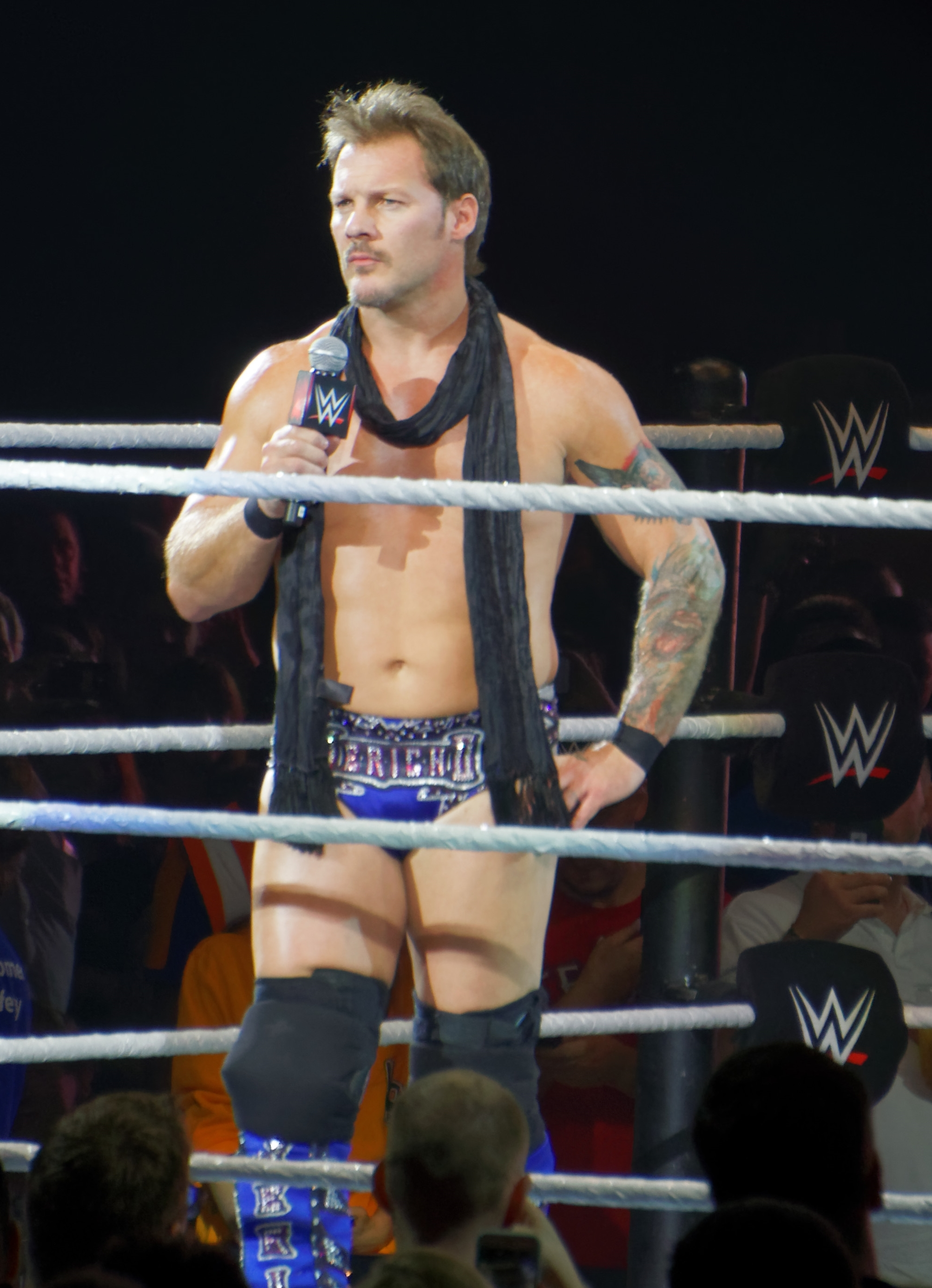
Chris Jericho in 2016

In het voorjaar van 2012 keerde Jericho terug naar de WWE. Sinds deze terugkeer verloor Jericho het overgrote deel van zijn wedstrijden. Hij verloor een Elimination Chamber match bij het gelijknamig evenement. Jericho was knock-out en CM Punk verdedigde met succes het WWE Championship. Jericho verloor van CM Punk bij WrestleMania XXVIII en later bij het evenement Extreme Rules, beide wedstrijden draaiden rond het WWE Championship van CM Punk. 
In augustus 2012 versloeg hij Dolph Ziggler bij het evenement SummerSlam, maar verdween toen weer van het scherm. Een paar maanden later verliet hij de federatie om zich te concentreren op zijn tournee met de heavymetalband Fozzy, waarvan hij sinds 1999 de frontman is. In oktober 2012 waren onderhandelingen tussen Jericho en WWE stukgelopen. Jericho weigerde terug te keren voor de Royal Rumble in januari 2013. Het bleek uitstel van executie want Jericho keerde terug in februari 2013. Jericho werd verslagen door CM Punk in een aflevering van Monday Night Raw. Later die maand verloor hij een Elimination Chamber match voor het World Heavyweight Championship bij het gelijknamig evenement. Jack Swagger was de winnaar. In juni 2013 verloor hij voor de vierde keer op rij van CM Punk bij het evenement Payback. Een jaar later werd hij verslagen door Randy Orton bij het evenement Night of Champions. 
Ook in 2015 was Chris Jericho actief in de WWE. Na perikelen tussen Dean Ambrose en Roman Reigns tegen The Wyatt Family in september 2015, verscheen plots het nieuwe lid van "The Wyatt Family", met name Braun Strowman, een imposante worstelaar met een gewicht 185 kg en een lengte van meer dan 2 meter. Een week voor een tag team match tegen "The Wyatt Family" bij het evenement Night of Champions waren Ambrose en Reigns op zoek naar een derde partner. Dit was uiteindelijk Jericho, hoewel men de fans verraste met zijn terugkeer. Ondanks het feit dat hij Reigns en Ambrose bijstond, verpestte hij de wedstrijd door zichzelf in de wedstrijd te brengen toen Reigns de boel onder controle had (jargon: tag), waardoor Reigns de ring moest verlaten en Jericho het tegen de veel sterkere Strowman moest opnemen. Het trio verloor de wedstrijd.
Jericho verloor van titelverdediger Kevin Owens voor het WWE Intercontinental Championship, waardoor hij verzuimde het kampioenschap voor de 10e keer in de wacht te slepen. Deze wedstrijd vond plaats in Madison Square Garden op 3 oktober 2015. In het voorjaar van 2016 speelde Jericho een verhaallijn naast A.J. Styles, die pas transfereerde van "New Japan Pro Wrestling". Hij werd verslagen door Styles bij WrestleMania 32. Jericho worstelde in 2017 weer met wisselend succes in de WWE. Op 9 januari 2017 won Jericho het WWE United States Championship in een handicap match (NB: 2 tegen 1). 
Jericho versloeg samen met Kevin Owens - toen zijn (fictieve) beste vriend - titelverdediger Roman Reigns. Owens gunde hem aanvankelijk de titel, maar na enkele weken verwaterde de vriendschap tussen de landgenoten. Jericho kostte Owens bij het evenement Fastlane het WWE Universal Championship, dat hierdoor naar Goldberg ging. Owens verloor na 22 seconden van Goldberg. Jericho verloor in april 2017 het WWE United States Championship aan Owens bij het evenement WrestleMania 33. Jericho's laatste televisiewedstrijd voor de federatie - waarin hij het WWE United States Championship niet kon heroveren van Owens - dateert van 2 mei 2017, in een aflevering van Tuesday Night SmackDown! Live.

### New Japan Pro Wrestling & All Elite Wrestling (2017-)
In mei 2017 verliet Jericho de WWE en tekende een contract bij "New Japan Pro Wrestling", waar hij medio jaren '90 al eens actief was. Jericho veroverde in juni 2018 het 'IWGP Intercontinental Championship' van Tetsuya Naito. Een half jaar later verloor hij de titel alweer aan Naito. 
In januari 2019 tekende hij een contract bij de kersverse worstelpromotie All Elite Wrestling. Jericho verklaarde in een interview dat zijn vertrek de juiste keuze was. Jericho versloeg Kenny Omega bij het evenement Double or Nothing op 25 mei 2019, nadat een debuterende Jon Moxley de wedstrijd verstoorde. 

## In het worstelen
- Finishers
  - Breakdown (Full nelson facebuster)
  - Codebreaker (Running double knee facebreaker)
  - Lionsault (Middle rope springboard moonsault)
  - Liontamer (Elevated Boston crab with a knee to the back or neck)
  - Walls of Jericho (Elevated Boston crab)

- Signature moves
  - Armbar
  - Backhand chop
  - Diving spinning back elbow strike
  - Double powerbomb pin
  - Double underhook transitioned into either a backbreaker
  - Enzuigiri, sometimes while running
  - Flashback (Sleeper slam, sometimes to an oncoming opponent)
  - Giant swing
  - Leapfrog body guillotine to an opponent draped over the second rope preceded by theatrics
  - Jericho Spike (Hurricanrana, sometimes from the top rope)
  - Missile dropkick
  - One–handed bulldog
  - Spinning wheel kick
  - Springboard dropkick to an opponent on the ring apron
  - Springboard plancha

- Managers
  - Curtis Hughes
  - Ralphus
  - Stephanie McMahon
  - Trish Stratus
  - Christian
  - Edge
  - Lance Cade

- Bijnamen
  - "Y2J"
  - "The Ayatollah of Rock 'n' Rolla"
  - "Lionheart"
  - "The King of the World"
  - "The First Undisputed Champion"
  - "The Man of 1004 Holds"
  - "Paragon of Virtue"

## Prestaties
- All Elite Wrestling
  - AEW World Championship (1 keer)
- Canadian Rocky Mountain Wrestling
  - CRMW Heavyweight Championship (1 keer)
  - CRMW North American Tag Team Championship (2 keer met Lance Storm)

- Consejo Mundial de Lucha Libre
  - NWA World Middleweight Championship (1 keer)

- Extreme Championship Wrestling
  - ECW Television Championship (1 keer)

- Pro Wrestling Illustrated
  - PWI Comeback of the Year (2008)
  - PWI Feud of the Year (2008) vs. Shawn Michaels
  - PWI Most Hated Wrestler of the Year (2002, 2008)

- World Championship Wrestling
  - WCW Cruiserweight Championship (4 keer)
  - WCW World Television Championship (1 keer)

- World Wrestling Federation/Entertainment
  - WCW Championship (2 keer)
  - WWE World Heavyweight Championship (3 keer)
  - WWF European Championship (1 keer)
  - WWF Hardcore Championship (1 keer)
  - WWF/WWE Intercontinental Championship (9 keer, recordhouder)
  - WWE World Tag Team Championship (5 keer; 1x met Chris Benoit, 1x met The Rock, 1x met Christian, 1x met Edge en 1x met Big Show)
  - WWE Tag Team Championship (2 keer; 1x met Edge en 1x met Big Show)
  - WWE United States Championship (2 keer)
  - Slammy Award
    - Superstar of the Year (2008)
    - Tag Team of the Year (2009) met The Big Show
    - Extreme moment of the year (2014)

  - Triple Crown Championship (9e)
  - Grand Slam Championship (4e)

- Wrestle Association "R"
  - WAR International Junior Heavyweight Championship (1 keer)
  - WAR International Junior Heavyweight Tag Team Championship (1 keer met Keiji "Gedo" Takayama)

- World Wrestling Association
  - WWA World Tag Team Championship (1 keer met El Dandy)

- New Japan Pro Wrestling
  - IWGP Intercontinental Championship (1 keer)

- Wrestling Observer Newsletter
  - Best on Interviews (2003, 2008, 2009)
  - Feud of the Year (2008) vs. Shawn Michaels
  - Match of the Year (2008) vs. Shawn Michaels in een ladder match bij het evenement No Mercy op 5 oktober
  - Most Underrated Wrestler (1999, 2000)
  - Readers' Favorite Wrestler (1999)
  - Wrestler of the Year (2008, 2009)

## Top-10 hoogst gequoteerde wedstrijden
Hieronder volgt een lijst op basis van beoordelingen van wedstrijden van Chris Jericho door journalist Dave Meltzer van Wrestling Observer Newsletter, het hoogst aangeschreven tijdschrift over professioneel worstelen ter wereld:
| Evenement                                   | Datum            | Kampioenschap (optioneel)                   | Wedstrijd | Winnaar                            | Beoordeling door WON |
| ------------------------------------------- | ---------------- | ------------------------------------------- | --- | ---------------------------------- | -------------------- |
| NJPW Wrestle Kingdom 12 In Tokyo Dome       | 4 januari 2018   | IWGP United States Heavyweight Championship | Kenny Omega (c) vs. Chris Jericho | Kenny Omega (c)                    | *****                |
| WWE Royal Rumble 2001                       | 21 januari 2001  | WWF Intercontinental Championship           | Chris Benoit (c) vs. Chris Jericho in een Ladder match | Chris Jericho (nc)                 | **** ¾               |
| WWE RAW is WAR (aflevering 417)             | 21 mei 2001      | WWF World Tag Team Championship             | The Two-Man Power Trip (Triple H & "Stone Cold" Steve Austin) (c) vs. Chris Benoit & Chris Jericho | Chris Benoit en Chris Jericho (nc) | **** ¾               |
| WWE Friday Night SmackDown! (aflevering 93) | 24 mei 2001      | WWF World Tag Team Championship             | Chris Jericho & Chris Benoit (c) vs. Dudley Boyz (Bubba Ray Dudley & D-Von Dudley) vs. Edge and Christian (Edge & Christian) vs. The Hardy Boyz (Jeff Hardy & Matt Hardy) in een Tables, Ladders and Chairs match | Chris Jericho & Chris Benoit (c)   | **** ¾               |
| NJPW Wrestle Kingdom 13 In Tokyo Dome       | 4 januari 2019   | IWGP Intercontinental Championship          | Chris Jericho (c) vs. Tetsuya Naito | Tetsuya Naito (nc)                 | **** ¾               |
| AEW Revolution 2022                         | 6 maart 2022     | n.v.t.                                      | Chris Jericho vs. Eddie Kingston | Chris Jericho                      | **** ¾               |
| WWF Fully Loaded 2000                       | 23 juli 2000     | n.v.t.                                      | Chris Jericho vs. Triple H | Triple H                           | **** ½               |
| WWF No Mercy 2001                           | 21 oktober 2001  | WCW Championship                            | The Rock (c) vs. Chris Jericho | Chris Jericho (nc)                 | **** ½               |
| WWF Survivor Series 2001                    | 18 november 2001 | n.v.t.                                      | Team WWF (Chris Jericho, Kane, Big Show, The Rock & The Undertaker) vs. Team Alliance (Booker T, Kurt Angle, Rob Van Dam, Shane McMahon & "Stone Cold" Steve Austin)                                              | Team WWF                           | **** ½               |
| WrestleMania 21                             | 3 april 2005     | n.v.t.                                      | Chris Jericho vs. Chris Benoit vs. Christian vs. Edge vs. Kane vs. Shelton Benjamin in een Money in the Bank Ladder Match                                                                                         | Edge                               | **** ½               |